# John W. Lieb
John William Lieb (Newark, New Jersey, 12 februari 1860 - New Rochelle, New York, 1 november, 1929) was een Amerikaanse elektrotechnisch ingenieur die bij de Edison Electric Light Company werkte. Lieb was president van de American Institute of Electrical Engineers de latere IEEE van 1904 tot 1905. Hij ontving de IEEE Edison Medal voor "het ontwikkelen van elektrische centrales voor verlichting en vermogen".